# Жељко Чајковски
Жељко Чајковски (Загреб 1925 — 11. новембар 2016) био је југословенски фудбалер.

## Биографија
Ушао је у анале југославенске репрезентације као стрелац победоносног гола 11. децембра 1949. године у „мајсторици“ против Француске (3:2-1:1, 2:2) у Фиренци, којом се наша репрезентација квалификовала за завршни турнир Светског првенства 1950. у Бразилу.
Заједно са старијим братом Златком, почео је да игра као 13-годишњак у загребачком ХАШК-у и у 17. години постао првотимац овог клуба, играјући на месту левог крила. После Другог светског рата био је члан загребачке Младости, а 1945. долази у Динамо у коме је више од једне деценије био међу најбољим играчима. ЗА загребачке „плаве“ одиграо је укупно 447 утакмица и постигао 275 голова, освојивши 1947/48. и 1953/54. титулу првака Југославије и 1951. трофеј Купа.
Динамо је напустио у јесен 1956. и каријеру наставио у Вердеру и Нирнбергу, у Немачкој, где је завршио Високу тренерску школу у Келну и био тренер већег броја клубова. Дипломирао је на Економском факултету у Загребу.
На четири утакмице за „ Б“ репрезентацију Југославије (1950-1951) постигао је седам голова и с овим бројем погодака је стрелац-рекордер за ову селекцију, док је за ,, А“ репрезентацију одиграо 19 утакмица и постигао 12 голова. Дебитовао је 11. маја 1947. у сусрету против Чехословачке (1:3) у Прагу, а од дреса са државним грбом опростио се 24. јуна 1951. на пријатељској утакмици против Швајцарске (7:3) у Београду. Учествовао је на олимпијском турниру 1948. у Лондону и постигао три гола, освојивши сребрну медаљу, а био је и члан репрезентације Југославије на Светском првенству 1950. у Бразилу (на утакмици против Мексика постигао је два гола).
Као изразити левак, спада у ред најбољих југословенских нападача после Другог светског рата.